# Орлов мост (станция метро)
Орлов мост (болг. Орлов мост) — станция на линии М3 Софийского метрополитена. С открытия имеет пересадку на станцию «Софийский университет "Св. Климент Охридский"» первой и четвертой линий. Была открыта 26 августа 2020 года в составе первого пускового участка линии М3 «Хаджи Димитр» - «Красное село»

## Описание
Станция расположена на пересечении бул. «Цариградско шосе», бул. «Евлоги» и бул. «Христо Георгиеви» рядом с Орлов мост. Станция является одной из трех пересадочных станций Софийского метрополитена. Из-за прохождения линии М3 под туннелями линии М1 глубина заложения станции составляет 28 метров. На каждой из платформ станции есть два эскалатора и одна лестница на промежуточный уровень. Архитектор станции Красен Андреев. Архитектурно станция выполнена в трех цветах - зелёном, оранжевом и жёлтом. На обеих концах платформ изображены орлы сделанные из нержавеющей стали. Автор работы - известный болгарский скульптор Митко Динев. На станции установлены прозрачные автоматические платформенные ворота высотой 1,6 м с нержавеющими окантовками и 40-сантиметровыми полосами из гладкой нержавеющей стали внизу.